# Herberts Cukurs
Herberts Cukurs, född 17 maj 1900 i Liepāja, Guvernementet Kurland, Tsarryssland, död 23 februari 1965 i Montevideo, Uruguay, var en lettisk flygare, ingenjör i aeronautik, journalist och misstänkt krigsförbrytare. Cukurs blev under 1930-talet berömd för sina soloflygningar till bland annat Gambia och Japan.
Under Nazitysklands ockupation av Lettland under andra världskriget var Cukurs ställföreträdande befälhavare för Arājskommandot och därmed kollaboratör med Nazityskland och dess Sicherheitsdienst. Arājskommandot deltog i förintelsen av Lettlands judiska befolkning tillsammans med Einsatzgruppe A. Efter kriget försvann Cukurs och kom så småningom att bosätta sig i Brasilien, där han bland annat flög Republic RC-3 Seabee. 
Cukurs kom aldrig att ställas inför rätta; omfattningen av hans skuld har aldrig prövats rättsligt. 1964 lockades Cukurs till Uruguay av Mossad-agenter under förevändning att grunda ett flygföretag. Mossad-agenterna sköt ihjäl Cukurs i februari 1965. Det lettiska ultranationalistiska partiet Nacionālā Spēka Savienība inledde 2004 en kampanj för att rehabilitera Cukurs. Partiet har uppmanat den lettiska riksåklagaren att ompröva Cukurs eventuella skuld och även undersöka omständigheterna kring hans död. Dessa rehabiliteringsförsök har bemötts av skarp kritik från Simon Wiesenthal-centret.

## Biografi
Herberts Cukurs föddes i Liepāja år 1900 som son till Jānis och Anna Cukurs. Fadern var hantverkare och ägde en verkstad. Första världskriget upphörde i och med stilleståndsdagen den 11 november 1918. En vecka senare, den 18 november, proklamerade Lettland sin självständighet. Cukurs hade deltagit i frihetskampen och utmärkt sig för sitt mod. Vid den här tiden utbildade sig Cukurs till pilot och var en av dem som under de följande åren byggde upp Lettlands flygplanspark. I februari 1919 uteslöts Cukurs ur den socialdemokratiska ungdomsgruppen i Liepāja med anledning av att han hade uppmuntrat bolsjevikisk propaganda och haft samröre med Kārlis Pētersons, en av ledarna för de lettiska bolsjevikerna.

### Piloten Cukurs
I januari 1923 blev Cukurs stridspilot och flög bland annat tyska Fokker D.VII. Senare samma år ritade och byggde han sitt första flygplan, benämnt C–1 (Cukurs–1). 1931 designade han ett enmotorigt monoplan.
Cukurs företog flera långa soloflygningar. I augusti 1933 flög han från Riga till Banjul i Gambia. För bland annat denna flygning tilldelades Cukurs Harmon Trophy för Lettland och blev hedersmedlem i International League of Aviators. I oktober 1936 fick han en inbjudan från Japan att flyga från Riga till Tokyo. Cukurs flög över sammanlagt 21 länder, och internationella media rapporterade flitigt om denna bragd. I slutet av 1930-talet företog Cukurs även en resa till Brittiska Palestinamandatet. Hans redogörelser för vistelsen präglas av uttalad antisemitism.

### Andra världskriget

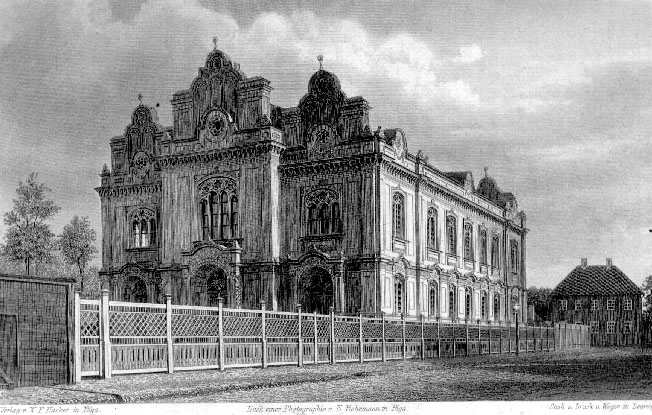
Koralsynagogan vid Gogol-gatan i Riga, avbildad 1906. Cukurs och Arājskommandot brände ner denna synagoga den 4 juli 1941. Innan branden anlades, hade förövarna spärrat in 300 judar i synagogans källare.

Den 22 juni 1941 inledde Nazityskland Operation Barbarossa, anfallet på den tidigare bundsförvanten Sovjetunionen. I kölvattnet på de tyska arméerna följde särskilda mobila insatsgrupper, Einsatzgruppen, vilka hade till uppgift att mörda judar, zigenare, partisaner och politruker, det vill säga alla personer som ansågs utgöra ett hot mot Tredje Riket och dess säkerhet. Einsatzgruppen var indelade i fyra enheter, A–D, och det var Einsatzgruppe A som opererade i Baltikum. Redan natten till den 24 juni inleddes Förintelsen i Lettland, då medlemmar ur nazityska Sicherheitsdienst mördade sex judar på begravningsplatsen i Grobiņa. De tyska ockupanterna inledde omedelbart formerandet av en lettisk hjälppolis, bestående av frivilliga lettiska fascister och högerextremister. Ett av den lettiska hjälppolisens förband var Arājskommandot, bildat av Viktors Arājs omkring den 1 juli 1941. Cukurs utnämndes till Arājs ställföreträdare. Både Cukurs och Arājs var aktiva medlemmar i det lettiska radikal-nationalistiska partiet Pērkonkrusts.
Den nazityska ockupationsmakten uppmanade och eggade lettiska nationalister att företa pogromer mot landets judar. Den 1 juli 1941 marscherade den tyska armén in i Riga, som vid den här tiden hade cirka 40 000 judiska invånare. Samma dag anmodades i radio alla lettiska nationalister att registrera sig för kamp mot den inre fienden — judarna. För att ytterligare motivera letterna till terror och mord på judarna jämställdes judarna med de ryska bolsjevikerna. Chefen för RSHA, SS-Gruppenführer Reinhard Heydrich, hade i ett brev till Walter Stahlecker, befälhavare för Einsatzgruppe A, uppmanat Stahlecker att denne skulle ge letterna intrycket av att de genom att bekämpa judarna även bekämpade de förhatliga bolsjevikerna.
Den 4 juli 1941 brände Arājskommandot den stora koralsynagogan på Gogolgatan i Riga. Enligt uppgift skall kommandot först ha spärrat in 300 judar i synagogans källare, innan synagogan stacks i brand. De huvudansvariga var Viktors Arājs, Herberts Cukurs och Vilis Hazners.
Den 25 november 1941 arkebuserades 2 934 tyska judar vid Devintas Fortas i Kaunas i Litauen. Reichsführer-SS Heinrich Himmler blev ursinnig och gav uttryckliga order beträffande de omkring 1 000 tyska judar som två dagar senare, den 27 november, deporterades från Berlin till Rigas getto; de skulle inhysas i bostäder som tillhört nyligen mördade lettiska judar. Himmlers order nådde inte den högre SS- och polischefen i Baltikum, Friedrich Jeckeln, som den 30 november ledde massakern på de 1 000 tyska judarna och cirka 3 000 lettiska judar i skogsområdet Rumbula utanför Riga. Den 8 december mördades ytterligare 25 000 lettiska judar i Rumbula. Massakern utfördes av medlemmar av Einsatzgruppe A med assistans av Arājskommandot och lettiska paramilitära styrkor. Cukurs deltog aktivt i massmordet och sköt personligen ihjäl judar.

### Flykt och död
Efter andra världskriget gick Cukurs under jorden och gömde sig i närheten av Kassel i Tyskland. Cukurs flydde 1946 till Brasilien och bosatte sig i São Paulo, där han startade ett båtuthyrningsföretag. Cukurs blev dock igenkänd och judiska organisationer krävde att Cukurs skulle ställas inför rätta. Vid rättegången mot Adolf Eichmann i Jerusalem 1961 nämndes Cukurs namn vid flera tillfällen. En överlevande från Rigas getto vittnade om hur Cukurs hade skjutit ihjäl kvinnor och barn.
I september 1964 lockade företagaren "Anton Künzle", egentligen Mossad-agent, Cukurs att resa till Uruguay under förespegling att där etablera ett lukrativt flygföretag. Künzle vann Cukurs förtroende och föreslog att Cukurs i februari 1965 skulle flyga honom till Montevideo på affärsresa. På destinationsorten tog Künzle Cukurs till en villa, där Mossad-agenter väntade. Meningen var att Cukurs skulle gripas och föras till Israel, men Cukurs gjorde våldsamt motstånd. Under handgemänget sköts Cukurs med två skott i huvudet och dog omedelbart. Agenterna lämnade ett meddelande vilket var undertecknat med: "De som aldrig glömmer".

## Försök till rehabilitering
Sedan Sovjetunionens upplösning och Lettlands självständighetsförklaring 1991 har det gjorts upprepade försök att rehabilitera Cukurs. Bland annat anordnades en utställning i Riga om nationalhjälten Herberts Cukurs. Hans verksamhet inom Arājskommandot beskrevs som oförargligt.
Enligt Simon Wiesenthal-centret existerar det omfattande bevis i form av bland annat vittnesmål om att Cukurs deltog i förintelsen av Lettlands judar. Cukurs skall, enligt Efraim Zuroff (föreståndare för centrets kontor i Jerusalem) ha tagit aktiv del i mördandet, i synnerhet vid massakern i Rumbula-skogen i slutet av år 1941. Zuroff vädjade 2005 till de lettiska myndigheterna att en gång för alla sätta stopp för försöken att förneka eller förringa Cukurs skuld.
År 2004 fastslog den dåvarande lettiske utrikesministern, Artis Pabriks, i ett officiellt uttalande att Herberts Cukurs är att betrakta som krigsförbrytare.